# Domenico Scinà
Domenico Scinà (Palermo, 31 de enero de 1764 - Palermo, 13 de julio de 1837) fue un físico e historiador italiano.

## Biografía
Nació en la capital siciliana en el seno de una familia acomodada, y estudió en profundidad historia, ciencias naturales y griego, obteniendo también el título eclesiástico de abad.
Fue el primer profesor de física experimental en la Academia de Estudios de Palermo, de la que más tarde también se convirtió en presidente. En los primeros años del siglo XIX fue nombrado historiógrafo real por el rey Fernando I de las Dos Sicilias, así como miembro perpetuo de la Comisión de educación pública y educación en Sicilia, participando también en la redacción de la Constitución siciliana de 1812.
Profesor de la Universidad de Palermo, estuvo involucrado durante toda su vida en los estudios históricos y en particular en la historia de Sicilia, de la que fue reconocido por sus contemporáneos como uno de los mayores conocedores, elaborando monografías sobre los físicos Empédocles, Arquímedes y Francesco Maurolico, o sobre el gastrónomo Arquéstrato.
Murió tras contraer el cólera en una epidemia que, en el verano de 1837, se había extendido por la ciudad y la provincia de Palermo cobrándose numerosas víctimas, y dejó así interrumpida la redacción de su Ensayo sobre el Primer período de la literatura greco-siciliana que, aunque incompleto, fue publicado en ese mismo año.

## Obras
- Introduzione alla fisica sperimentale, Palermo: Reale stamperia, 1803; e Giovanni Silvestri, Milano, 1817. (reimpresa en Palermo: Sellerio Editore, 1990).
- Elogio di Maurolico, Palermo: Reale stamperia, 1808.
- Memorie sulla vita e filosofia d'Empedocle Gergentino, Palermo: Reale stamperia, 1813 (II.ª ed. Milano: Giovanni Silvestri, 1838. Ediciones: La Vita Felice, Milano, Collana La Coda di Paglia; 74, 2023, ISBN 978-88-9346-637-0).
- La topografia di Palermo e de' suoi contorni, Palermo: Reale stamperia, 1818.
- Elementi di fisica, 4 voll., Palermo: Reale stamperia, 1803-29 (II.ª ed.: Milano: Società tipografica de' classici italiani, 1833).
- Discorso intorno ad Archimede, Palermo: Reale stamperia, 1823.
- Prospetto della storia letteraria di Sicilia nel secolo decimottavo, Palermo: Reale stamperia, 1827.
- Effeméridi siciliane, Palermo: Reale stamperia, 1832.
- Primo periodo della letteratura greco-sicula, Palermo: Reale stamperia, 1837.
- Traducciones al italiano de: Frammenti della Gastronomia (Hadypatheia) di Archestrato di Gela.
- "Sulla teorica del moltiplicatore applicato alle correnti termo-elettriche", en L'Osservatore, fasc. IV, 1843.
- L'Arabica impostura